# フィリップ・ハーバート (第4代ペンブルック伯爵)
第4代ペンブルック伯爵・初代モンゴメリー伯爵フィリップ・ハーバート（英：Philip Herbert, 4th Earl of Pembroke and 1st Earl of Montgomery, KG, KB, PC, 1584年10月10日 - 1650年1月23日）は、清教徒革命（イングランド内戦）期のイングランドの貴族。イングランド王ジェームズ1世とチャールズ1世父子に厚遇されたが、内戦で議会派に属しチャールズ1世ら王党派と対立した。貴族ながら庶民院議員でもあった。

## 生涯
第2代ペンブルック伯爵ヘンリー・ハーバートとその妻でヘンリー・シドニーの娘メアリー・シドニーの間の次男として生まれる。母方の伯父にフィリップ・シドニーがおり、彼にちなんで名付けられた。また第3代ペンブルック伯ウィリアム・ハーバートは兄で、1623年にウィリアム・シェイクスピアの作品集『ファースト・フォリオ』を編集したジョン・ヘミングスとヘンリー・コンデルから献呈され、兄共々「世に並ぶものなき兄弟」と称えられた。
エリザベス1世の治世の1600年に宮廷出仕を始めてから早くも話題になったが、ジェームズ1世の治世に入ると美貌と運動に秀でた万能ぶりで注目を集め、ジェームズ1世の寵臣に抜擢された。国王から気前よく恩賞を与えられ、1603年にバス勲章と宮廷私室従者の地位を与えられ、1605年に寝室侍従長に任命されたばかりかモンゴメリー伯爵にも叙された。以後も厚遇は続き1608年にガーター勲章を受勲、1615年にオックスフォード大学裁判所判事（High Steward）、1617年にウェストミンスター宮殿とセント・ジェームズ宮殿の管理官、1624年には枢密顧問官に任じられるまでになった。
ジェームズ1世の息子チャールズ1世にも気に入られ、翌1625年に兄から宮内長官を引き継ぎ、1630年に亡くなった兄の後を継いでペンブルック伯位も継承した。豊かな教養と文芸を愛好するパトロンとしての姿勢で作家たちから数々の惜しみない称賛を送られたが、傲慢でサウサンプトン伯爵ヘンリー・リズリーなど敵も多かったといわれる。また、兄から爵位と共に受け継いだウィルトシャー・ソールズベリーにあるウィルトン・ハウスの改築事業を手掛け、兄に雇われていたイニゴー・ジョーンズの弟子アイザック・ド・コーズに屋敷の南側正面を取り壊して新築、造園も含めた指示を送った。改築期間は1632年から1635年までとされ、庭園はかつてペンブルック伯が旅行に訪れたフランスの庭園様式、特にリュクサンブール宮殿の庭園を参考にして作られたとされる。
しかし、内戦が近付くと議会派を擁護したため、1641年にチャールズ1世により宮内長官を解任され、ノーサンバランド伯アルジャーノン・パーシー、ホランド伯爵ヘンリー・リッチと共に議会派へ加わった。翌1642年に民兵条例の同意を国王に求めて拒絶される場面もあったが、内戦が始まり序盤の10月に王党派がロンドンへ迫るとノーサンバランド伯共々和平派となり、1645年にアクスブリッジで使節の1人として王党派と和平交渉を行ったが成果は無かった。1646年8月にもスコットランド国民盟約（盟約派）の捕虜となっていたチャールズ1世の下へ、議会から和平提案を示す使節として派遣されたが拒絶に遭い、1647年に国王を盟約派から引き取る使節として派遣された。
1649年5月に病気で倒れ寝たきりになり、1650年にロンドン・ホワイトホール宮殿で65歳で死去。次男フィリップが爵位を継承した。

## 子女
1604年にオックスフォード伯爵エドワード・ド・ヴィアーの娘スーザンと結婚、4男1女を儲けた。
- アン・ソフィア（? - 1695年） - 初代カーナーヴォン伯爵ロバート・ドーマー（英語版）と結婚
- チャールズ（1619年頃 - 1635年） - 初代バッキンガム公ジョージ・ヴィリアーズの娘メアリーと結婚、子供なし
- フィリップ（英語版）（1621年頃 - 1669年） - 第5代ペンブルック伯
- ジェームズ（英語版）（1623年頃 - 1677年） - 庶民院議員
- ヘンリー - 夭折

スーザンが亡くなると1630年にカンバーランド伯爵ジョージ・クリフォードの娘でドーセット伯爵リチャード・サックヴィルの未亡人でもあったアンと再婚した。この夫婦生活はペンブルック伯が先妻の息子とアンの連れ子イザベラを結婚させようとしたため破局、1637年頃からアンは別居生活を送った。ペンブルック伯とアンの間に子は無かった。